# RELA
RelA, или субъединица p65 (англ. v-rel reticuloendotheliosis viral oncogene homolog A (avian)) — белок из семейства NF-κB/Rel класса II, одна из основных субъединиц фактора транскрипции NF-κB. Димер p50/p65 (NFKB1/RelA) является самой распространённой формой NF-κB и универсальным фактором транскрипции, обнаруживаемым практически во всех типах клеток. 

## Структура и функции
Белок RelA состоит из 551 аминокислоты, молекулярная масса — 65 кДа. Включает 2 домена: ДНК-связывающий и трансактивирующий. Выполняет провоспалительную функцию, активируя экспрессию белков воспаления.

## См.также
- NF-κB